# Fredrik Stjernberg
Per Fredrik Stjernberg, född 24 juli 1960, är en svensk filosof.
Fredrik Stjernberg disputerade 1991 vid Stockholms universitet med avhandlingen The public nature of meaning och har forskat inom språkfilosofi, filosofisk logik och medvetandefilosofi. Han är professor i filosofi vid Linköpings universitet.